# Montlaur, Aveyron
 Montlaur là một xã ở tỉnh Aveyron, thuộc vùng Occitanie ở miền nam nước Pháp.